# Zavattarello

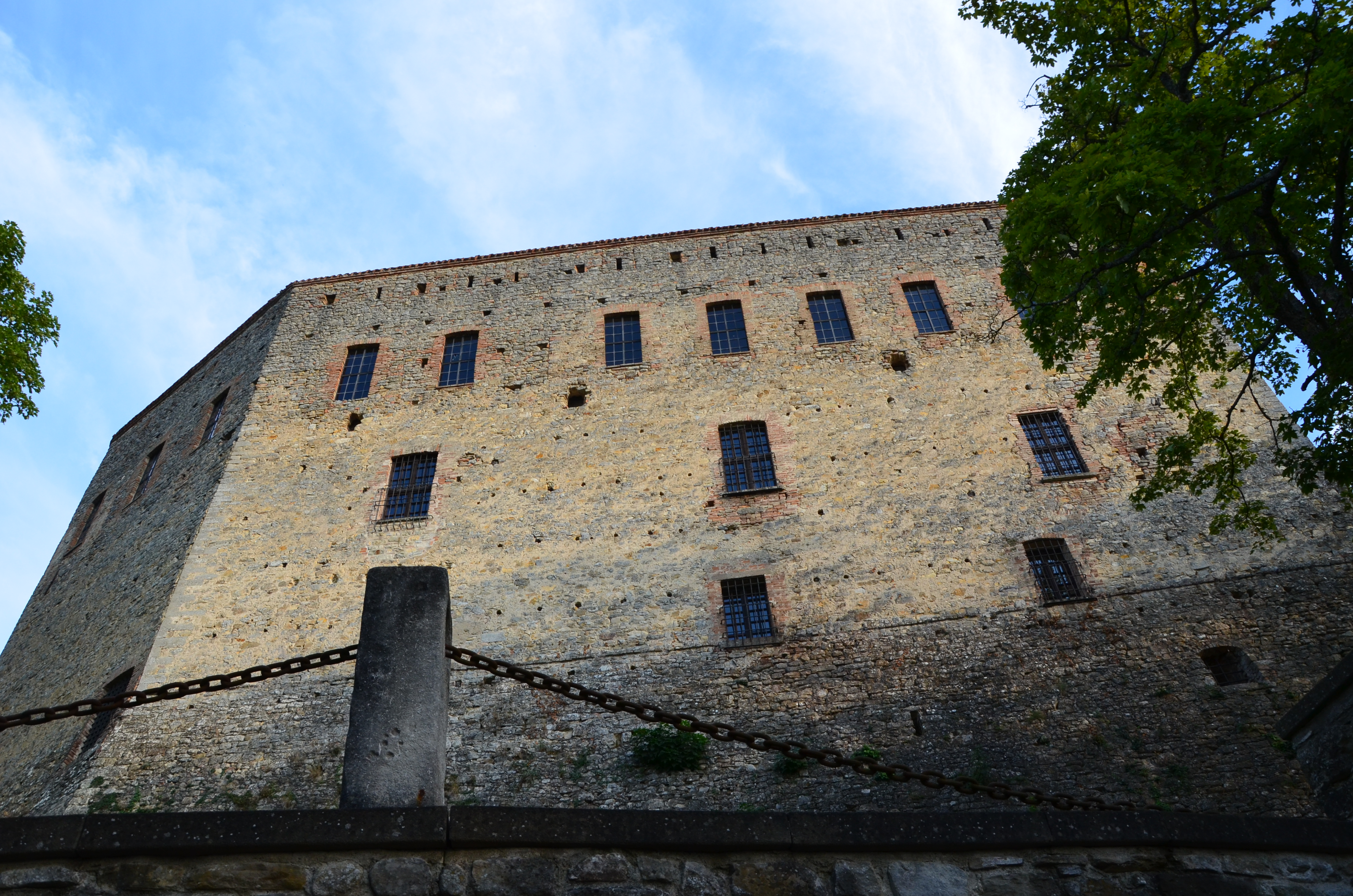

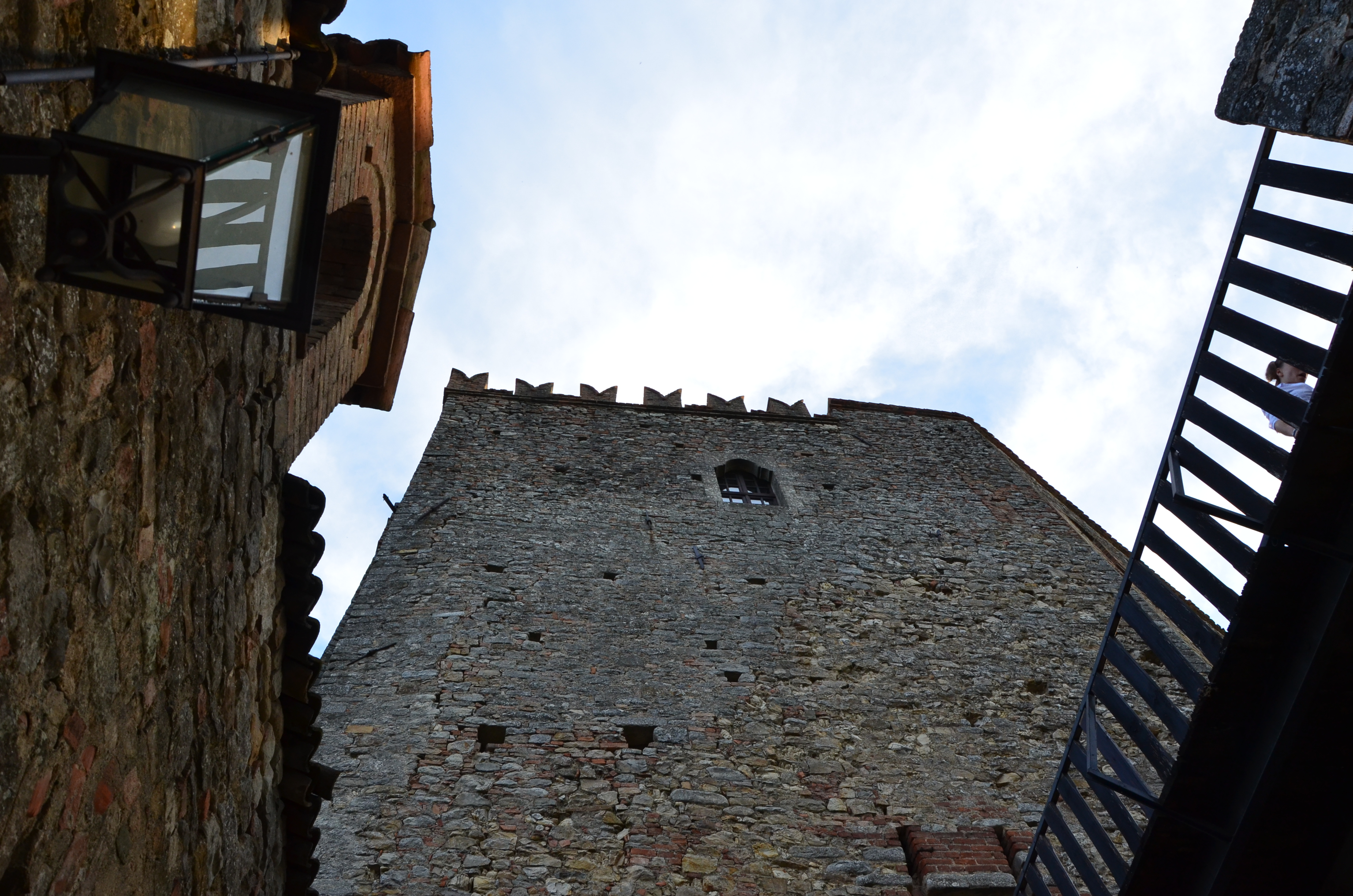

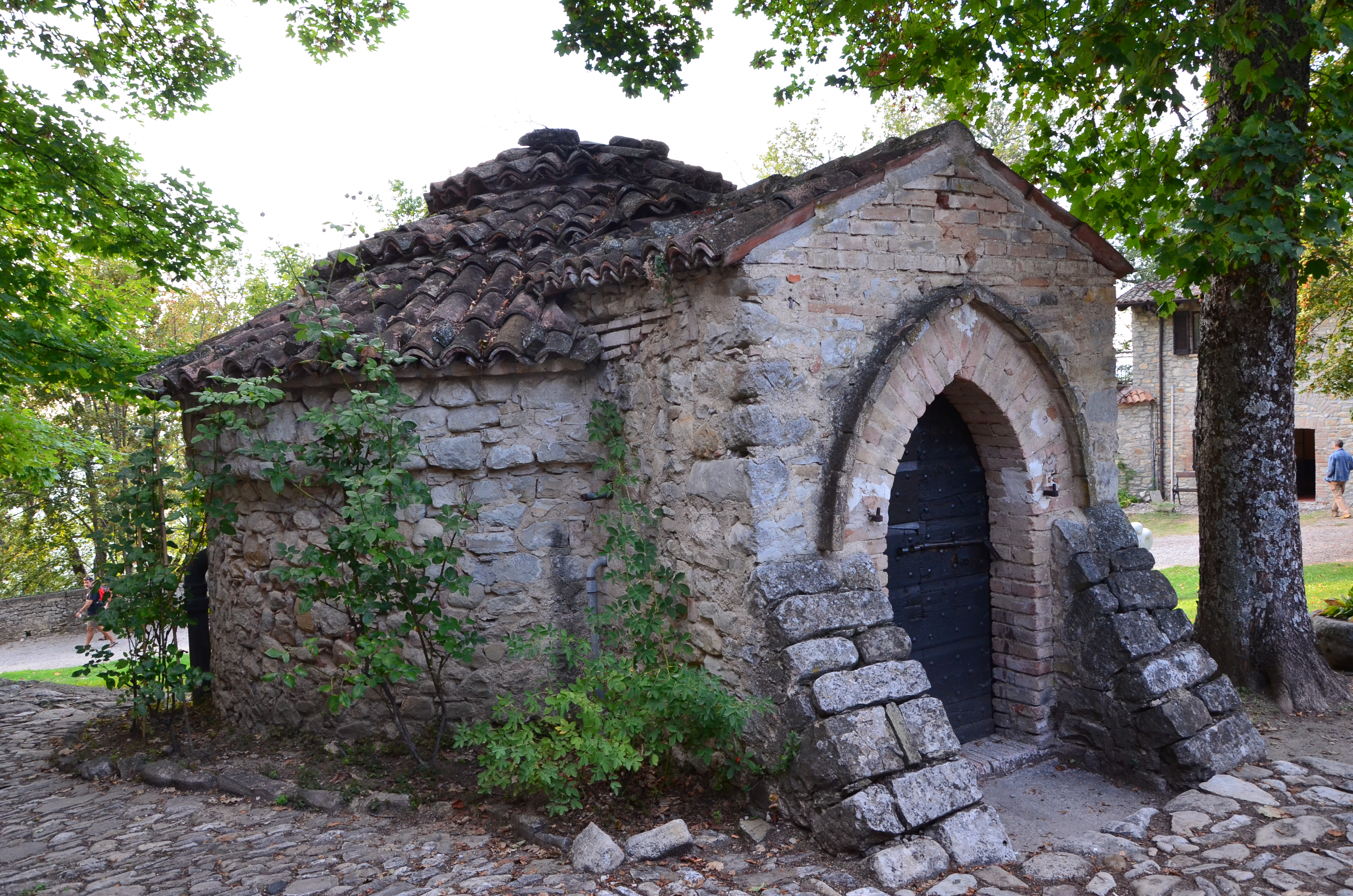

Zavattarello (Zavataré in dialetto oltrepadano e dialetto bobbiese) è un comune italiano di 875 abitanti nella provincia di Pavia in Lombardia. Il piccolo borgo, situato nell'alta val Tidone, in Oltrepò Pavese, fa parte del circuito dei borghi più belli d'Italia ed è dominato dalla mole del castello di Zavattarello. Vive soprattutto di agricoltura (grano, foraggio), allevamento bovino e di turismo (turismo culturale, enogastronomico, residenze estive, agriturismo e turismo panoramico).

## Origini del nome
Zavattarello deve il suo nome all'attività che fu prevalente nel borgo per secoli, quella dei ciabattini: il volgare savattarellum indica proprio letteralmente "il luogo dove si confezionano le ciabatte (savatte)". Ancora oggi, nel dialetto locale, il paese è chiamato Savataré.

## Storia
Antichissimo feudo dell'Abbazia di San Colombano di Bobbio, dopo la formazione della Contea vescovile di Bobbio, Zavatterello diviene un feudo personale del Vescovo che vi costruisce il castello. Nel 1390 il vescovo di Bobbio cede a Jacopo Dal Verme il castello ed il feudo. I conti Dal Verme terranno la signoria assieme alla Contea di Bobbio e Voghera, Borgonovo Val Tidone, Pianello Val Tidone, Castel San Giovanni, della val Tidone e altri feudi.
Unito con il Bobbiese al Regno di Sardegna nel 1743, in base al Trattato di Worms, entrò a far parte poi della Provincia di Bobbio. Nel 1801 il territorio è annesso alla Francia napoleonica fino al 1814. Nel 1848 come parte della provincia di Bobbio passò dalla Liguria al Piemonte, nel 1859 entrò a far parte nel circondario di Bobbio della nuova provincia di Pavia e quindi della Lombardia, nel 1923, dopo lo smembramento del circondario di Bobbio, passò alla provincia di Piacenza e quindi all'Emilia-Romagna.
Questa divisione comportò numerose proteste degli abitanti dei centri dell'alta valle, desiderosi di rimanere sotto la giurisdizione pavese. Le proteste culminarono nella cosiddetta marcia su Bobbio e nell'indizione di alcuni referendum locali che, tenutisi il 27 febbraio 1925, videro la vittoria della fazione che chiedeva quasi al 100% il ritorno in provincia di Pavia, chiamata anche la "Provincia Madre", volontà accettata anche dal governo centrale di Roma. Nel 1926 i comuni di Romagnese, Ruino e Zavattarello vennero annessi alla provincia di Pavia e quindi tornando in Lombardia, Caminata e Trebecco invece rimasero parte della provincia di Piacenza, non senza proteste della popolazione locale.
Nel 1929 il comune di Valverde venne unito a Zavattarello, che prese il nome di Zavattarello Valverde (CC M151); fu quindi ricostituito nel 1956.

### Cronologia
- La zona collinare dell'Oltrepò pavese che corrisponde grosso modo al comune di Zavattarello fu luogo di rifugio dei disertori dell'esercito romano, dopo che questo subì la disfatta nella battaglia della Trebbia ad opera di Annibale. [senza fonte].
- Zavattarello è storicamente documentato nelle carte bobiensi del IX secolo come Pieve di San Paolo in Sartoriano (Giacomo Coperchini "quadro ecologico e interpretazione storica del territorio Piacentino-Bobiense, 1988).
- Fine X secolo d.C.: Il castello di Zavattarello viene fatto costruire dal vicino monastero di Bobbio (Pc).

Quando il vescovo di Bobbio diventa conte, Zavattarello diviene un bene feudale dello stesso vescovo.
- 1169: Il castello di Zavattarello cade nelle mani della città di Piacenza. Nel 1230 il vescovo di Bobbio dà in locazione al comune di Piacenza tutta la sua giurisdizione temporale tra cui Zavattarello (dal Registrum Magnum del Comune di Piacenza).

Iniziano le lotte per il possesso del maniero tra i ghibellini Landi e i guelfi Scotti.
- 1264: Il vescovo di Bobbio infeuda Zavattarello a Ubertino Landi, signore della guerra pluriscomunicato, che fortifica la rocca rendendola inespugnabile.

Grande razziatore, negli anni successivi egli diventa il terrore della regione, ma grazie alla sua potente influenza inizia lo sviluppo del borgo.
- 1327: Manfredo Landi è signore del castello, grazie a Lodovico il Bavaro.
- 1390: Il vescovo di Bobbio Roberto Lanfranchi cede il castello al capitano di ventura Jacopo Dal Verme, donazione ratificata da papa Bonifacio IX. Inizia il pressoché ininterrotto dominio dei Dal Verme, che durerà fino al 1975, anno della donazione al comune del castello e dei terreni circostanti.
- 1978: L'amministrazione comunale inizia il restauro della rocca, gravemente danneggiata da un incendio nel 1944. Il castello è ora stato interamente restituito al pubblico.

### Simboli
Lo stemma comunale attuale, concesso con DPR del 25 novembre 1976, raffigura un drago incatenato a custodia di un albero di mele rosse: riprende l'affresco che sovrasta il portale di ingresso al castello, in cui è rappresentata anche un'aquila con le ali aperte. La scritta latina Praeda vigil vigilataque poma, "la preda è vigile e i suoi frutti sono (ben) custoditi", è un avvertimento ai nemici che la rocca era ben difesa. Il gonfalone è un drappo di giallo.
In precedenza, con DPR del 13 febbraio 1954, quando ancora formava un unico comune con Valverde, era stato concesso uno stemma troncato in cui erano rappresentati: per Zavattarello un fasciato di otto pezzi di argento e di rosso, elemento tratto da un inquartato dello stemma dei Dal Verme; per Valverde il castello di cui oggi non rimangono che pochi resti. Il gonfalone era un drappo partito di bianco e di rosso.

## Monumenti e luoghi d'interesse

### Il castello Dal Verme
Completamente costruita in pietra, con uno spessore murario medio di circa 4 metri, la rocca è un edificio titanico che, con il ricetto fortificato, le scuderie, gli spalti, la cappella, le sue oltre 40 stanze, costituisce un formidabile complesso architettonico che è oggetto di studio degli architetti militari.
Dalla terrazza e dalla torre si gode un panorama mozzafiato del territorio circostante: le verdi campagne, i freschi boschi, le colline con gli altri
castelli della zona - Valverde, Trebecco, Montalto Pavese, Torre degli Alberi (Ruino), Pietragavina, Rocca de' Giorgi. Una miglior visuale era assicurata, a scopo difensivo, da altre torri d'avvistamento andate perdute.
La rocca sovrasta il borgo antico abbarbicato sulla collina, che una volta era completamente priva di vegetazione per consentire ai difensori del maniero di avvistare ogni malintenzionato. Oggi invece il verde che attornia il castello è un'area protetta, un Parco Locale di Interesse Sovracomunale Archiviato il 31 gennaio 2018 in Internet Archive. di circa 79 ettari, di grande rilevanza paesaggistica, geografica, orografica, oltre che storica e ambientale.
Il ricetto fortificato era sede di una delle principali scuole di guerra di tutta l'Europa, fondata da Jacopo Dal Verme in quello che poi sarebbe divenuto il cardine dello Stato Vermesco.

## Società

### Evoluzione demografica
Abitanti censiti

## Sport

### Cronistoria recente
Dal 2016 al 2025 in Seconda categoria

## Amministrazione

### Comunità montane
Fa parte della fascia montana della Comunità Montana Oltrepò Pavese.

## Infrastrutture e trasporti
Il territorio comunale di Zavattarello è attraversato da nord a sud dal percorso della strada statale 412 della Val Tidone che, proveniente da Milano risale la val Tidone fino a congiungersi alla strada statale 461 del Passo del Penice qualche chilometro a valle dell'omonimo passo.